# Toolse
Toolse este o arie protejată (arie specială de conservare — SAC, sit de importanță comunitară — SCI, arie de protecție specială avifaunistică — SPA) din Estonia întinsă pe o suprafață de 467,9 ha, integral pe uscat.

## Localizare
Centrul sitului Toolse este situat la coordonatele 59°31′12″N 26°29′22″E / 59.52°N 26.4894°E.

## Înființare
Situl Toolse a fost declarat sit de importanță comunitară în aprilie 2004 pentru a proteja 9 specii de animale. Alte tipuri de protecție:
- arie de protecție specială avifaunistică (în aprilie 2004)[2]
- arie specială de conservare (în iunie 2005)[1][3][4]

## Biodiversitate
Situată în ecoregiunile boreală și marină baltică, aria protejată conține 7 habitate naturale: Bancuri de nisip acoperite în permanență slab de apă marină, Golfuri mici largi și golfuri puțin adânci, Vegetație perenă pe țărmurile stâncoase, Insulițe și insule mici din Baltica boreală, Dune mobile cu vegetație embrionară, Taiga vestică, Păduri pe pante, grohotișuri și ravene de Tilio-Acerion.
La baza desemnării sitului se află mai multe specii protejate:
- păsări (7): uliu porumbar (Accipiter gentilis arrigonii), rață sulițar (Anas acuta), rață pestriță (Anas strepera), gârliță mare (Anser albifrons), gâscă cenușie (Anser anser), gâscă de semănătură (Anser fabalis), lebădă de vară (Cygnus olor)
- nevertebrate (1): Vertigo angustior
- pești (1): Lampetra fluviatilis

Pe lângă speciile protejate, pe teritoriul sitului au mai fost identificate 1 specie de păsări.